# Mola de la Bóta
La Mola de la Bóta és una muntanya de 1.343 metres que es troba entre els municipis de la Sénia i de Mas de Barberans, a la comarca catalana del Montsià.